# Шеинский наслег
Шеинский наслег — сельское поселение в Сунтарском улусе Якутии Российской Федерации.
Административный центр — село Шея.

## История
Статус и границы сельского поселения установлены Законом Республики Саха (Якутия) от 30 ноября 2004 года N 173-З N 353-III «Об установлении границ и о наделении статусом городского и сельского поселений муниципальных образований Республики Саха (Якутия)».

## Население
| 2002 | 2010 | 2011 | 2012 | 2013 | 2014 | 2015 |
| ---- | ---- | ---- | ---- | ---- | ---- | ---- |
| 880  | ↘851 | ↘850 | ↘825 | ↘797 | ↘787 | ↘783 |
| 2016 | 2017 | 2018 | 2019 | 2020 | 2021 |      |
| ↘778 | ↘772 | ↘751 | ↘742 | ↘730 | ↗733 |      |

## Состав сельского поселения
| № | Населённый пункт | Тип населённого пункта       | Население |
| - | ---------------- | ---------------------------- | --------- |
| 1 | Бясь-Шея         | посёлок                      | →0        |
| 2 | Комсомол         | посёлок                      | ↘0        |
| 3 | Шея              | село, административный центр | ↘567      |